# Prolaz Proversa Mala
Prolaz Proversa Mala är ett sund i Kroatien. Det ligger i den södra delen av landet, 220 km söder om huvudstaden Zagreb. Prolaz Proversa Mala ligger på ön Dugi otok.